# Slag bij Jarnac
| Strijdende partijen       | Strijdende partijen         |
| Katholieken               | Protestanten                |
| ------------------------- | --------------------------- |
|                           |                             |
| Hendrik, hertog van Anjou | Lodewijk I, prins van Condé |

De Slag bij Jarnac (13 maart 1569) was een slag tijdens de derde van de Hugenotenoorlogen, waarbij de katholieke regeringslegers onder leiding van Hendrik, hertog van Anjou, de latere koning van Frankrijk in de buurt van Jarnac tegenover de legers van de protestanten kwamen te staan.
De leider van de hugenoten, Lodewijk I van Bourbon-Condé, vond de dood tijdens de slag; hij werd van achteren door het hoofd geschoten.
Opt om-brengen des Princen van Conde.
Hoe quamt dat men Condé van achteren doorschoot
Die nimmermeer den rug' en keerde noch en vloot?
Den vyant conde noyt sijn aengesicht verdragen,
Dus heeft hy met verraet dien groten Prins verslagen.
(Hs. van Revius)
Gaspard de Coligny, de vader van Louise de Coligny - vierde (en laatste) echtgenote van Willem van Oranje - slaagde erin om een groot deel van het leger van de Hugenoten te laten ontsnappen om zo een grotere slachtpartij te voorkomen. Door deze ontsnapping was het de katholieken niet gelukt de slag overtuigend te winnen.
Ter nagedachtenis aan de slag en de dood van Lodewijk I van Bourbon-Condé werd een monument opgericht met daarop een citaat van de Franse filosoof Voltaire
O plaines de Jarnac! ô coup trop inhumain!